# VBCI
VBCI (Véhicule Blindé de Combat d'Infanterie, česky „Obrněné bojové vozidlo pěchoty“) je francouzské bojové vozidlo pěchoty vyráběné společnostmi Nexter Systems a Renault Trucks Défense. Ve francouzské armádě nahradilo pásový typ AMX-10P.

## Historie
Na počátku 90. let zahájila Francie, Velká Británie a Německo program VBM (Véhicule blindé modulaire – Modulární obrněné vozidlo), jehož cílem bylo vyvinout nové bojové vozidlo pěchoty pro francouzskou armádu. V roce 1999 však Německo a Velká Británie od projektu odstoupily a Francie tak ve vývoji pokračovala sama. Výsledkem bylo vozidlo VBCI (Véhicule blindé de combat d'infanterie), které v letech 2003–2004 uspělo v armádních zkouškách, přičemž první kusy vstoupily do výzbroje v roce 2008.  

## Design
Přepravní prostor o objemu 13 m³ je navržen tak, aby pojal 8 plně vyzbrojených pěšáků plus velitele, řidiče a střelce. Oproti svému předchůdci je VBCI mobilnější, pohodlnější, spotřebovává méně paliva a je snadnější na údržbu. Krom základní verze existuje i exportní varianta s kanónem ráže 40 mm, označována jako VBCI 2.  

### Ochrana
Vozidlo chrání v základní variantě pancéřování úrovně STANAG 4569 Level 4, mělo by tedy odolat palbě ze zbraní do ráže 14,5 mm. Lze jej vybavit systémem aktivní ochrany SHARK typu hard kill, jenž ničí střely protivníka pomocí speciálních projektilů. Pneumatiky Michelin X-Force jsou navrženy tak, aby po pěti průstřelech ujely nejméně 100 km.

## Uživatelé
- Francie – od roku 2008 francouzská armáda do výzbroje zavedla 630 kusů